# Czerń anilinowa
Czerń anilinowa – czarny barwnik oksydacyjny.
Wytwarzany z chlorowodorku aniliny bezpośrednio na włóknie bawełnianym, rzadko na jedwabnym lub (jako pigment) przez utlenianie za pomocą chloranu lub chromianu potasu w środowisku kwaśnym w obecności nośników tlenu- soli wanadu, miedzi, żelaza.
Należy do najlepszych czarnych barwników o bardzo intensywnej barwie i doskonałej odporności. Barwnik jest odporny na środki piorące, chlor, światło.
Czerń anilinowa jest stosowana do barwienia oraz drukowania lub w postaci pigmentu do barwienia tworzyw sztucznych i wyrobu farb fotograficznych.